# Phyllophaga
Phyllophaga es un género muy numeroso de escarabajos de la subfamilia Melolonthinae. Nombres comunes para las especies que conforman este género en su forma adulta incluyen abejón de mayo, ronrón, chicote, chicatana, curruche, mayate y chicharrón. En su forma de larva son comúnmente conocidos como gallina ciega, orontoco, moruro, chorontoco, joboto, chabote, misticuil, mojojoy, molongo y junguyu. Las larvas de varias especies del género Phyllophaga comen las raíces de plantas, y son responsables para daños importantes en la agricultura de América Latina.
En su forma adulta, el escarabajo mide de 12 hasta 35 milímetros, tiene un color negruzco o marrón rojizo sin manchas importantes. Estos escarabajos son nocturnos, y son atraídos por las luces en grandes números.
El nombre genérico se deriva de las palabras griegas phyllon (φυλλον), lo que significa "hoja", y phagos (φαγος), lo que significa "comedor", con una terminación plural.

## Ciclo biológico
El ciclo de vida dura aproximadamente un año. A mediados del verano y durante un período de aproximadamente dos semanas, las hembras ponen 60 a 75 huevos en bolas de barro bajo tierra. La forma del huevo en un primer momento es elíptica (1,5 mm por 2,1 mm), pero se hace más esférica como la larva se desarrolla en el interior. El período de incubación de los huevos es 18 días.
Las larvas recién nacidas tienen ocho milímetros de largo y crecen hasta una longitud de aproximadamente 40 mm. Tienen el cuerpo blanco, con una cabeza de color marrón-negro, y espiráculos de color marrón en ambos lados de su cuerpo. Se muda dos veces antes del invierno. El tercer estadio larval dura casi nueve meses, después de lo cual se empupan. Pasan el invierno como larvas, que pueden llegar a ser activas en los días cálidos del invierno. Aumentan su actividad en la primavera. Por la noche, las larvas se pueden encontrar en el suelo arrastrándose. Esta forma de locomoción es propia del escarabajo verde de junio. Escarabajos de junio empupan en células de barro varios centímetros bajo tierra durante unos 18 días. La pupa marrón, se convierte en verde metálico (o marrón café) justo antes de que el adulto emerja.
Los adultos aparecen como escarabajos a finales de la primavera y en el verano.
Los adultos miden 12 a 25 mm, las larvas hasta 45 mm.

## Alimentación
Los escarabajos adultos se alimentan de hojas y flores de muchos árboles, arbustos y otras plantas. Pueden causar daños significativos en grandes concentraciones. Las larvas (conocidas como gallina ciega, orontoco, chorontoco, joboto, chabote) se alimentan de las raíces de gramíneas (principalmente maíz y sorgo) y otras plantas. Forman una de las principales plagas agrícolas en América.
Las larvas blancas, que pueden alcanzar 40-45 mm de largo, se empupan bajo tierra en el otoño y emergen como adultos en la primavera siguiente. Para probar la presencia de estos escarabajos, empapando un área de césped con un líquido hará que las larvas emerjan a la superficie. Una indicación de infestación es la presencia de aves, como cuervos, quitando la hierba para llegar a las larvas. Las larvas se alimentan debajo del suelo durante 3-4 años antes de transformarse en escarabajos adultos. Los escarabajos adultos son muy torpes, tanto en tierra como en el aire.

## Enemigos naturales
Las moscas de la familia Pyrgotidae son endoparasitoides de los escarabajos y otros insectos relacionados. La hembra de la mosca persigue a los escarabajos en vuelo, poniendo un huevo en el dorso del escarabajo debajo de los élitros, donde el escarabajo no puede llegar a ella. Del huevo sale la larva de la mosca que entra en la cavidad del cuerpo del insecto, alimentándose y, finalmente, matando al anfitrión antes de transformarse en pupa. Muchas familias de avispas alimentan a sus larvas con las larvas de Phyllophaga, incluyendo Pelecinidae, Scoliidae y Tiphiidae.

## Especies
Hay 840 especies. Se distinguen las siguientes:
- Phyllophaga affabilis
- Phyllophaga balia
- Phyllophaga bipartita
- Phyllophaga calceata
- Phyllophaga congrua
- Phyllophaga corrosa
- Phyllophaga crassissima
- Phyllophaga crenulata
- Phyllophaga crinita
- Phyllophaga delata
- Phyllophaga drakii
- Phyllophaga ephilida
- Phyllophaga forsteri
- Phyllophaga foxii
- Phyllophaga fraterna
- Phyllophaga fusca
- Phyllophaga futilis
- Phyllophaga glabricula
- Phyllophaga hirsuta
- Phyllophaga hirticula
- Phyllophaga hirtiventris
- Phyllophaga hornii
- Phyllophaga ilicis
- Phyllophaga implicita
- Phyllophaga inepta
- Phyllophaga knochii
- Phyllophaga lodingi
- Phyllophaga longitarsa
- Phyllophaga luctuosa
- Phyllophaga nebulosa
- Phyllophaga nr. fraterna MP-2009
- Phyllophaga paternoi
- Phyllophaga pearliae
- Phyllophaga pleei
- Phyllophaga praetermissa
- Phyllophaga profunda
- Phyllophaga prunina
- Phyllophaga pseudofloridana
- Phyllophaga rubiginosa
- Phyllophaga sp. BYU ACCO040
- Phyllophaga sp. JAR-2003
- Phyllophaga spreta
- Phyllophaga submucida
- Phyllophaga subtonsa
- Phyllophaga tecta
- Phyllophaga torta